# غوستاف بيرغرين
غوستاف بيرغرين (بالسويدية: Gustav Berggren) هو لاعب كرة قدم سويدي في مركز الوسط، ولد في 7 سبتمبر 1997 في السويد. لعب مع نادي هكن.

## وصلات خارجية
- غوستاف بيرغرين على موقع الاتحاد الأوربي (الإنجليزية)
- غوستاف بيرغرين على موقع اتحاد السويد (السويدية)
- غوستاف بيرغرين على موقع الدوري الأمريكي (الإنجليزية)
- غوستاف بيرغرين على موقع قاعدة بيانات كرة القدم.إي يو (الإنجليزية)
- غوستاف بيرغرين على موقع ناشيونال فوتبول تيمز (الإنجليزية)
- غوستاف بيرغرين على موقع Soccerway.com (الإنجليزية)